# José Morales Urresti
José Morales Urresti (Lima, 1918 - ?) fue un economista y político peruano. Fue ministro de Justicia y Culto en el primer gobierno de Fernando Belaunde, de noviembre de 1967 a febrero de 1968; y presidente del directorio del Banco Central de Reserva del Perú (BCRP), de febrero a mayo de 1968. 

## Biografía
Nació en Lima, siendo hijo del escritor Raymundo Morales de la Torre y de Angélica Urresti Santa María. Se casó con Alicia Dasso Drago y fue padre de José Miguel Morales Dasso (1945-2024), que destacó como abogado y empresario.
Ingresó a la Universidad Católica y se graduó en la especialidad de Economía. En 1939 viajó a los Estados Unidos para asistir al Congreso de Estudiantes Católicos de Pax Romana realizado en New York, formando parte de una delegación de jóvenes estudiantes católicos, entre los que también se encontraba Luis Bedoya Reyes.
De 1962 a 1965 fue gerente general del Banco Central de Reserva del Perú (BCRP).
El 17 de noviembre de 1967 fue juramentado como ministro de Justicia y Culto por el presidente Fernando Belaunde Terry, que estaba en su primer gobierno.
Integró el flamante gabinete ministerial presidido por Raúl Ferrero Rebagliati, cuya principal misión era estabilizar la economía.
Durante su gestión ministerial se inauguró el Palacio de Justicia del Callao; se dio impulso al programa de reforma penitenciaria con un plan mínimo de construcciones carcelarias, tanto en Lima como en Ica y Cuzco; se puso en marcha el Centro de Capacitación Penitenciaria destinado el personal de dicho rubro; se completó la reorganización del Centro Nacional de Reeducación de Menores (Maranga); etc.
Presentó su renuncia al cargo de ministro el 1 de febrero de 1968, que fue aceptada al día siguiente. Lo reemplazó interinamente Pablo Carriquiry Maurer, que era el ministro de Fomento y Obras Públicas, hasta el 23 de febrero, cuando asumió como nuevo ministro Luis Lazarte Ferreyros.
Pasó enseguida a ejercer la presidencia del directorio del Banco Central de Reserva, reemplazando al renunciante Fernando Schwalb López-Aldana. El problema acuciante que enfrentaba el gobierno era lograr la estabilidad de la moneda pero se oponía a una nueva devaluación monetaria que los directores del BCRP exigían.
El 24 de mayo de 1968 renunció al cargo de presidente del BCRP, de manera irrevocable. Según una nota periodística, dijo que tal decisión la tomó por tener “serias discrepancias con el gobierno”, aunque después negó haber hecho esa declaración.
De 1980 a 1983, ya bajo el segundo belaundismo, fue director del Banco Central de Reserva, y en 1984 vicepresidente de su directorio. En 1985 fue nombrado presidente del Banco Continental perteneciente a la banca estatal asociada.

## Publicaciones
- El Banco Central de Reserva y la economía peruana: 1922-1980 (Lima, 1995), en coautoría con Teodoro Hampe Martínez.